# Lestophonax mallophoroides
Lestophonax mallophoroides là một loài ruồi trong họ Asilidae. Lestophonax mallophoroides được Hull miêu tả năm 1962. Loài này phân bố ở vùng Tân nhiệt đới.